# Vittorio Lucarelli
Vittorio Lucarelli (ur. 31 października 1928 w Rzymie, zm. 16 lutego 2008 w Tivoli) – włoski florecista, złoty medalista olimpijski i dwukrotny medalista mistrzostw świata.
Na igrzyskach olimpijskich w Melbourne w 1956 roku Włosi w składzie: Edoardo Mangiarotti, Manlio Di Rosa, Giancarlo Bergamini, Antonio Spallino, Luigi Carpaneda i Vittorio Lucarelli zwyciężyli w zawodach drużynowych. W rywalizacji indywidualnej nie wystartował. Był to jego jedyny występ olimpijski.
Podczas mistrzostw świata w Rzymie w 1955 roku razem z Bergaminim, Carpanedą, Di Rosą, Mangiarottim i Spallino zdobył złoty medal w turnieju drużynowym. W tej samej konkurencji wywalczył również brązowy medal na mistrzostwach świata w Paryżu dwa lata później. Tym razem startował wspólnie z Aldo Aureggim, Giancarlo Bergaminim, Luigim Carpanedą, Alberto Pellegrino i Antonio Spallino.